# 小行星1739
小行星1739（1739 Meyermann）是一颗围绕太阳公转的小行星。1939年8月15日，卡爾·威廉·萊茵姆特在海德堡发现了此天体。
該小行星以德国天文学家布鲁诺·迈尔曼命名。
这颗小行星的绝对星等为82.18924595813465等。